# 借宿下的戀愛
《借宿下的戀愛》（かりぐらし恋愛）是ASa Project在2018年3月30日發售的戀愛冒險類型成人遊戲。2019年2月21日由ENTERGRAM發售PlayStation 4與PlayStation Vita版本。

## 故事簡介
瀨戶田拓真為了展開嚮往已久的獨居生活而搬回小時候居住過的城市，卻沒想到自家已變成一座廢屋，而此時四位青梅竹馬對拓真伸出了援手，拓真將要輪流在四位青梅竹馬的家裡開始借宿生活。

## 登場角色
- 聲優為PC版[4]／PS4、PSV版[5]

### 主要角色
瀨戶田拓真
二年級生。作品男主角。為展開獨居生活而搬回小時候居住的城市。
櫻木橋理兔（聲：歩サラ／岡本理繪）
二年級生，拓真的青梅竹馬和同班同學，以前被拓真誤認為男生。擅長家事。
因为双亲都在海外，为了复习升学，现在在一居室里独居。
因此，什么家务都是亲历亲为。女子力很高。
对主人公没有什么好印象。
主人公借宿的时候态度冷淡，只让他快点搬出去，还会在房间中间隔上窗帘。
荒波杏（聲：花澤櫻／同左）
三年級生，拓真的青梅竹馬，在拓真搬離後唯一有跟他聯繫的人。
很欢迎在各家辗转借宿的主人公。
人很好，但是對料理、家事非常不擅長，房間也非常髒亂。
有点辣妹的感觉，天真无邪的姐姐一样。
和主人公两个人的时候就像开关被突然打开一样变得废柴。
新妻日依（聲：くすはらゆい／石原舞）
二年級生，拓真的青梅竹馬和同班同學。
主人公打工的地方（和风咖啡馆）的看板娘。
吵吵嚷嚷地很烦人，經常读不懂空气說出多餘的話。
说话方式直接，日常生活随性。
与母亲两个人生活，母亲经营着一家咖啡馆。
世計絢花（聲：／熊乃可菜）
一年級生，拓真的青梅竹馬，擅長料理且很會照顧人。
学园第一的优等生，非常努力。
对H的事情很有兴趣，战胜了自己的羞耻心，有时被人当作闷骚色鬼。
和父母、弟弟妹妹五个人住，虽然是萝莉体型但是确实是长女。
整个家族的话，其实不怎么欢迎主人公借宿。

### 其他角色
世計丸（聲：北見六花／小野涼子）
可攻略角色。絢花的妹妹，喜歡絢花，討厭跟絢花親近的拓真，並常對拓真吐口水。眼神兇惡。
臼島奈奈子（聲：／岡嶋妙）
可攻略角色。學園的副會長、絢花的好友。經常在中午時偷吃拓真的食物。
荒波惣時（聲：／轉正浩充）
杏的父親，因為妻子跟女兒懶散的關係而一肩扛起家務，希望拓真成為自己的女婿。
荒波透子（聲：京楓／森衣蕗）
杏的母親，性格慵懶，不會做家事。
新妻美依（聲：綠栞夏／森谷遙）
日依的母親，自家經營和風咖啡廳「依茶屋」。
世計龍之介（聲：天然才／久保田健介）
絢花的父親，極為疼愛女兒，非常討厭前來借宿的拓真。
世計茉莉花（聲：春河あかり／有河春花）
絢花的母親，有極嚴重的潔癖，經常攜帶消臭噴霧，並會對丈夫以外的男性感到恐懼。
世計彈（聲：／瀨田南）
絢花的弟弟，每天都要自慰。
飯豐智彥（聲：／霧生晃司）
學園的學生會長。喜歡鍛鍊身體。

## 主題曲
片頭曲
作詞、作曲：rian、編曲：山下航生，主唱：
片尾曲
作詞、作曲：rian、編曲：山下航生，主唱：piquet

## 評價
《借宿下的戀愛》在Getchu.com舉辦的美少女遊戲大賞2018中獲得綜合部門第15名、角色部門新妻日依第17名。

## 外部連結
- 借宿下的戀愛遊戲官網 （页面存档备份，存于）（日語）
- PS4、PSV版本遊戲官網 （页面存档备份，存于） （日語）